# Axinella parva
Axinella parva är en svampdjursart som beskrevs av Picton och Goodwin 2007. Axinella parva ingår i släktet Axinella och familjen Axinellidae. Inga underarter finns listade i Catalogue of Life.